# Rudolph (Ohio)
Pour les articles homonymes, voir Rudolph.
Rudolph est une census-designated place américaine située dans le comté de Wood, dans l’État de l’Ohio. Sa population s’élevait à 458 habitants lors du recensement de 2010.

## À noter
Bien que n’étant pas incorporée, Rudolph dispose d’un bureau de poste et d’un code postal.

## Source
- (en) Cet article est partiellement ou en totalité issu de l’article de Wikipédia en anglais intitulé « Rudolph, Ohio » (voir la liste des auteurs).